# John Petersen
Pour les articles homonymes, voir Petersen.
John Petersen, né le 22 avril 1972 à Skála aux Îles Féroé, est un footballeur international féroïen, devenu entraîneur à l'issue de sa carrière, qui évoluait au poste d'attaquant. Il est également un ancien joueur de handball, il a joué avec StÍF Stranda et Neistin Tórshavn.

## Biographie

### Carrière en club
Avec les clubs du B68 Toftir et du B36 Tórshavn, John Petersen dispute six matchs en Ligue des champions, pour un but inscrit, dix matchs en Coupe de l'UEFA, et quatre matchs en Coupe Intertoto, pour deux buts inscrits,.
Il termine une fois meilleur buteur du championnat des îles Féroé en 1994. Avec le GÍ Gøta, il remporte une coupe des îles Féroé, mais surtout trois titres de champion des îles Féroé. Puis avec le B36 Tórshavn, il remporte deux coupes, et deux titres de champion des îles Féroé.

### Carrière internationale
John Petersen compte 58 sélections et 8 buts avec l'équipe des îles Féroé entre 1995 et 2004. Il porte trois fois le brassard de capitaine entre 2002 et 2003.
Il est convoqué pour la première fois en équipe des îles Féroé par le sélectionneur national Allan Simonsen, pour un match des éliminatoires de l'Euro 1996 contre Saint-Marin le 11 octobre 1995. Il entre à la 75e minute de la rencontre, à la place de Todi Jónsson. Le match se solde par une victoire 3-1 des Féroïens. 
Le 24 avril 1996, il inscrit son premier but en sélection contre la Yougoslavie, lors d'un match des éliminatoires de la Coupe du monde 1998. Le match se solde par une défaite 3-1 des Féroïens.
Il reçoit sa dernière sélection le 13 octobre 2004 contre l'Irlande. Le match se solde par une défaite 2-0 des Féroïens.

## Palmarès

### En club
- Avec le GÍ Gøta
  - Champion des îles Féroé en 1994, 1995 et 1996
  - Vainqueur de la Coupe des îles Féroé en 1996

- Avec le B36 Tórshavn
  - Champion des îles Féroé en 1997 et 2001
  - Vainqueur de la Coupe des îles Féroé en 2001 et 2003

### Distinctions personnelles
- Meilleur buteur du Championnat des îles Féroé en 1994 (21 buts)

## Statistiques

### Buts en sélection
Le tableau suivant liste tous les buts inscrits par John Petersen avec l'équipe des îles Féroé.